# یائل استون
یائل استون (انگلیسی: Yael Stone؛ ‏زاده ۶ مارس ۱۹۸۵) بازیگر استرالیایی است.
از فیلم‌ها یا مجموعه‌های تلویزیونی که وی در آن‌ها نقش داشته است، می‌توان به پیک‌نیک در هنگینگ راک، نارنجی مد جدید است، عروسی وایلد و صاعقه سیاه اشاره نمود.